# Gaetano La Loggia
Gaetano La Loggia (Palermo, 23 dicembre 1808 – Palermo, 8 novembre 1889) è stato un medico e politico italiano.

## Biografia
Nacque a Palermo come primogenito di Gioacchino La Loggia e Provvidenza Buttafuoco il 23 dicembre 1808. Dopo i primi studi si arruolò nell'Esercito delle Due Sicilie ma abbandonò presto la carriera militare per seguire gli studi di medicina. Conseguì giovanissimo la laurea in medicina e fu chiamato poco dopo a sostituire Michele Foderà per l'insegnamento di fisiologia presso l'Università degli Studi di Palermo, incarico che mantenne fino al 1848; contemporaneamente impartì corsi privati di fisiologia, anatomia e patologia generale. Fu assunto mediante concorso all'Ospedale generale e alla Real casa dei matti, venendo poi nominato medico comunale e componente del Magistrato di Salute interna.
Divenuto fervente oppositore del governo borbonico, aderì tra i primi alla Giovine Italia e fece opera di proselitismo in Sicilia, dirigendo insieme ad altri il movimento rivoluzionario dell'isola. Nell'ambito dei moti di Palermo del 1848 organizzò alcuni ospedali nella città ma la sconfitta degli insorti lo costrinse a ripiegare prima a Genova e poi a Torino, mantenendo tuttavia i contatti con riversi patrioti siciliani tra cui Rosolino Pilo, Salvatore Castiglia, i fratelli Orlando, Michele ed Emerico Amari. Contemporaneamente proseguì la sua attività in campo medico-universitario, insegnando biologia presso le università di Genova e Torino; contribuì al contrasto dell'epidemia di colera a Genova del 1854-1855, nell'ambito della quale pubblicò Catechismo e istruzioni popolari sul colera asiatico, con l'obiettivo di educare la popolazione.
Tornò a Palermo nel 1858 e continuò ad adoperarsi per la causa rivoluzionaria anti-borbonica, pur curandosi di frenare gli animi più impazienti avendo la consapevolezza che qualsiasi mossa avventata avrebbe portato ad un ulteriore insuccesso. Fu il primo ad accogliere in città Giuseppe Garibaldi il 27 maggio 1860 e da quest'ultimo fu chiamato a svolgere diversi incarichi nel governo dittatoriale dell'isola: fu presidente della sezione dell'interno del Comitato generale (ruolo poi passato a Francesco Crispi) e poi soprintendente generale del Magistrato di salute pubblica, venendo incaricato dell'ispezione di tutti i servizi sanitari della Sicilia; fondò anche la Guardia dittatoriale, di cui fu comandante, e fu anche Segretario di Stato per interno, pubblica istruzione, lavori pubblici, esteri e sanità. Per conto di Garibaldi si recò a Napoli per consegnare a Vittorio Emanuele II i risultati del plebiscito per l'annessione della Sicilia e sempre dietro richiesta di Garibaldi consegnò al re sabaudo una missiva in cui rifiutava alcune richieste avanzate dal Regno di Sardegna.
Fu a più riprese consigliere sia per il comune che per la provincia di Palermo e il 15 febbraio 1880 fu nominato Senatore del Regno, anche se a causa dell'età avanzata e delle cattive condizioni di salute non riuscì a seguire i lavori parlamentari con costanza.
Nel 1862 divenne professore di patologia medica presso l'ateneo palermitano anche se non ottenne mai la qualifica di professore ordinario. Nel 1878 divenne direttore del manicomio palermitano ed iniziò ad insegnare psichiatria all'università. Si adoperò alacremente per ampliare le strutture del manicomio e nel 1883 ottenne dal governo un esteso podere, denominato La Vignicella, dove sorse il nuovo Manicomio di Palermo, progettato nel 1884 dall'architetto Francesco Paolo Palazzotto.
Non si sa dove e quando fu iniziato in Massoneria, ma fece parte del Supremo Consiglio del Rito scozzese antico e accettato di Palermo e, dopo l'unificazione con quello del Grande Oriente d'Italia fu membro effettivo del Supremo Consiglio riunificato. Sposò Elisabetta Di Giorgi dalla quale ebbe tre figli: Stefania, Rosalia e Gioacchino.
Morì a Palermo l'8 novembre 1889.

## Opere
- Corso di patologia e terapeutica generale, Palermo 1863;
- Sulla riforma materiale e morale da adottarsi pel manicomio di Palermo e sull'indirizzo da darsi agli studi psichiatrici, 1870;
- Sulla nevrosi in generale. Trattato fisio-patologico, 1875.
- Sulla paralisi generale progressiva degli alienati, 1880